# ガム型電池
ガム型電池（ガムがたでんち、英: Gumstick Battery）は電池の一種で、板状でチューインガムのような形状であることから、こう呼ばれる。最初、ソニー株式会社によってウォークマンのために開発されたが、同形状の類似品が他社からも販売された。

## 概説
ウォークマンの成功により、他社からも類似製品の参入が相次ぎ、各社は製品の小型化に鎬を削っていた。ソニー株式会社は、一層の小型化には電源として用いている単三型乾電池が制約になっているとして、代替となる小型電池「NC-5WM」を1985年に発売したウォークマン「WM-101」に採用した。外寸が幅16.7mm×高さ66.7mm×奥行き5.9mmと板状のニッケル・カドミウム蓄電池で、チューインガムに似ていることからか、後にガム型電池（英: Gumstick Battery）と呼ばれる事になる。当然、単三型乾電池より高価となるが、繰り返し充電ができる蓄電池とすることで相殺できるとした。ただし、放電容量が450mAhと単三型乾電池の半分程度であった。開発は、製造も担う日本電池株式会社と共同で行われたが、同社単独では量産技術が確立できず、岡野工業株式会社が協力した。

## 製品一覧
株式会社ソニー・エナジー・テック

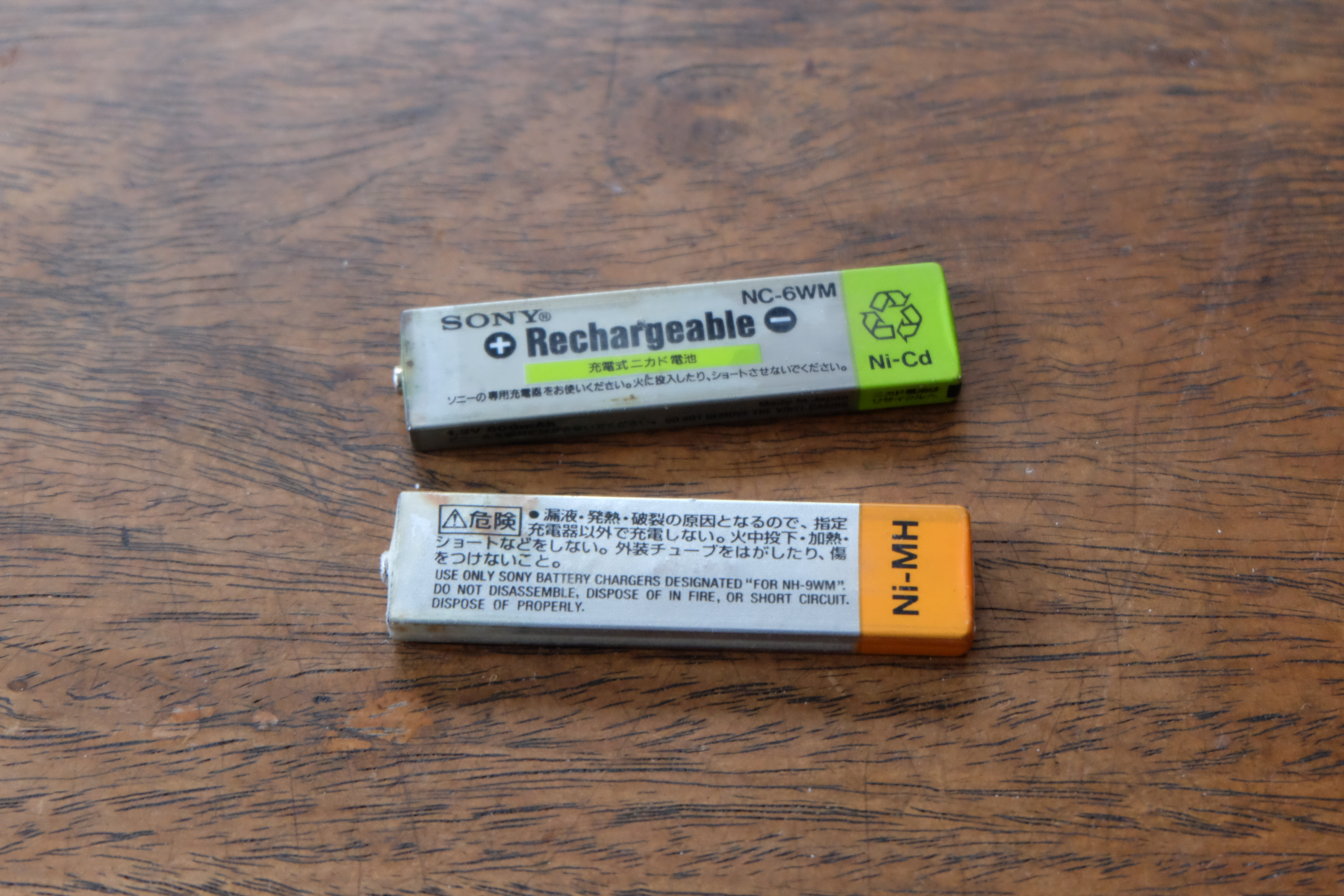
ソニー株式会社製のガム型蓄電池NC-6WM（上）とNH-9WM。

- NC-4WM - 密閉形ニッケル・カドミウム蓄電池、1.2V、400mAh[注 1][4]。
- NC-5WM - 密閉形ニッケル・カドミウム蓄電池、1.2V、450mAh。
- NC-6WM - 密閉形ニッケル・カドミウム蓄電池、1.2V、600mAh[5]。
- NH-9WM - 密閉形ニッケル・水素蓄電池、1.2V、min.1200mAh[6]。
- NH-10WM - 密閉形ニッケル・水素蓄電池、1.2V、min.900mAh[2][7]。
- NH-14WM - 密閉形ニッケル・水素蓄電池、1.2V、min.1350mAh、typ.1400mAh[7][8]。

### 類似品
松下電器産業株式会社など一流と言われるメーカーからも、寸分違わない類似品が販売されたが、何のメーカーも他社製品との互換を保証した例はない。
松下電器産業株式会社

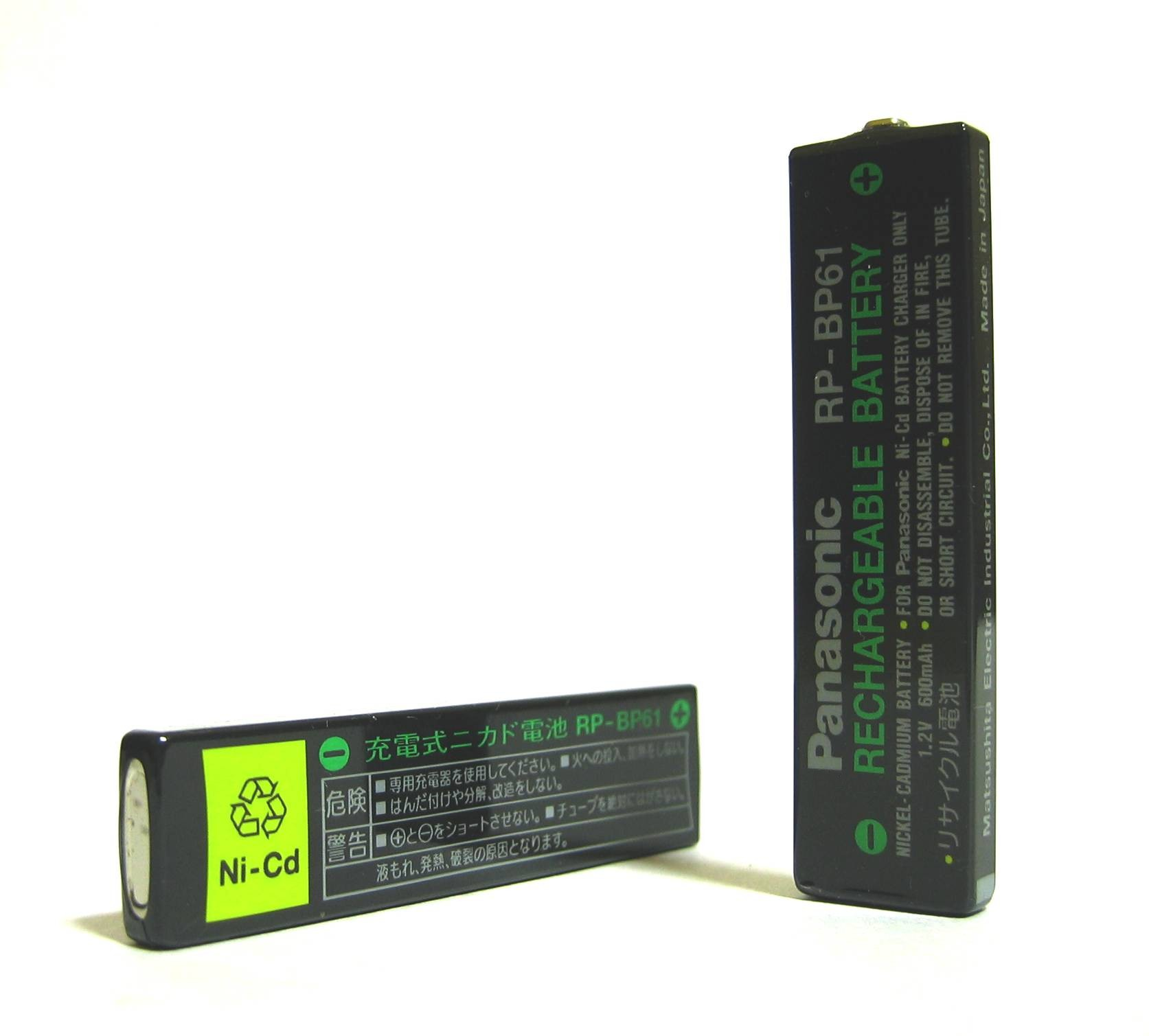
松下電器産業株式会社製のガム型電池。

- P1-FPS - 密閉形ニッケル・カドミウム蓄電池、1.2V、600mAh[9]。
- RP-BP61 - 密閉形ニッケル・カドミウム蓄電池、1.2V、600mAh[10]。
- RP-BP81H - 密閉形ニッケル・水素蓄電池、1.2V。
- HHF-1PS - 密閉形ニッケル・水素蓄電池、1.2V[9]。
- HHF-AZ09S - 密閉形ニッケル・水素蓄電池、1.2V、min.900mAh。
- HHF-AZ01S - 密閉形ニッケル・水素蓄電池、1.2V、min.1350mAh[10]。

松下電工株式会社
- ES094 - 密閉形ニッケル・カドミウム蓄電池、1.2V、600mAh。

日本ビクター株式会社
- BN-R129 - 密閉形ニッケル・水素蓄電池、1.2V、1400mAh。

シャープ株式会社
- AD-N55BT - 密閉形ニッケル・水素蓄電池、1.2V、1400mAh。

株式会社ケンウッド
- NB-6 - 密閉形ニッケル・カドミウム蓄電池、1.2V、600mAh。
- NB-14 - 密閉形ニッケル・水素蓄電池、1.2V、min.1350mAh。

アイワ株式会社
- PB-S5 - 密閉型鉛蓄電池、2.0V、280mAh。
- PB-S5 A - 密閉型鉛蓄電池、2.0V、300mAh。
- PB-3 - 密閉型鉛蓄電池、2.0V、470mAh。
- PB-4 - 密閉型鉛蓄電池、2.0V、550mAh。
- PB-4S - 密閉型鉛蓄電池、2.0V、600mAh。

LG電子株式会社
- HHF-120T - 密閉形ニッケル・水素蓄電池、1.2V、1300mAh。

### 互換品
ソニー株式会社がガム型蓄電池の販売を終了した頃から、同社製品との互換を謳う製品が市場に登場した。

## 余聞
ソニーエナジー・デバイス株式会社は、ガム型蓄電池とは別に、ウォークマンでの使用に特化した単三型のアルカリマンガン乾電池「ウォークマン電池（LR6WM）」を発売していた。

## 脚註

### 註釈
1. ↑  NC-5WMとは外寸が大きく異なる[4]。